# Ensign N174
La Ensign N174 è una monoposto di Formula 1, costruita dalla scuderia britannica Ensign per partecipare al campionato mondiale di Formula Uno del 1974.

## Sviluppo
La vettura venne progettata dal team britannico per partecipare al campionato mondiale del 1974.

## Tecnica
Come telaio la N174 impiegava un monoscocca in alluminio, mentre il propulsore era un Ford Cosworth DFV V8 gestito da un cambio manuale Hewland FG 400 a cinque marce. Le gomme erano fornite inizialmente dalla Firestone con passaggio poi alla Goodyear, mentre l'impianto frenante era costituito da quattro freni a disco.

## Attività sportiva
Per la stagione 1974 la vettura venne affidata ai piloti Vern Schuppan e Mike Wilds, ma l'unica corsa che venne portata a termine, e cioè il GP del Belgio, portò come risultato un 15º posto.
Nella stagione successiva, la MN174 venne pilotata da Gijs van Lennep e per un certo periodo da Roelof Wunderink, ma il miglior risultato fu nuovamente un 15º posto al GP di Francia.